# Asiaster cooteri
Asiaster cooteri är en skalbaggsart som beskrevs av Kapler 1999. Asiaster cooteri ingår i släktet Asiaster och familjen stumpbaggar. Inga underarter finns listade i Catalogue of Life.